# Kirche von Lojsta

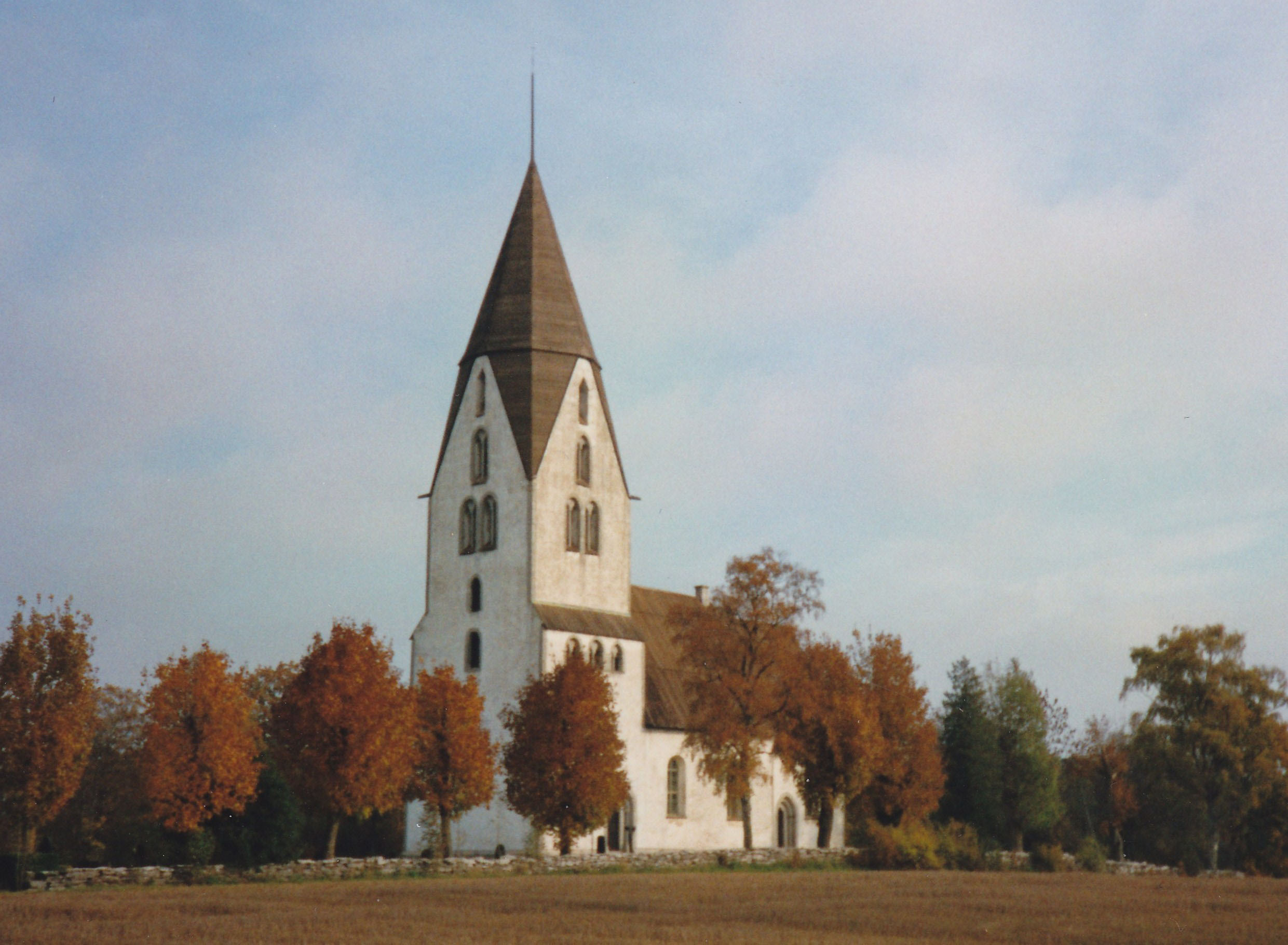
Kirche von Lojsta

Die Kirche von Lojsta (schwedisch Lojsta kyrka) ist eine Landkirche auf der schwedischen Insel Gotland.  Sie gehört zum Kirchspiel (schwedisch socken) Lojsta, zur Kirchengemeinde (schwedisch församling) Lojsta und zum Pastorat Fardhem im Bistum Visby.

## Lage

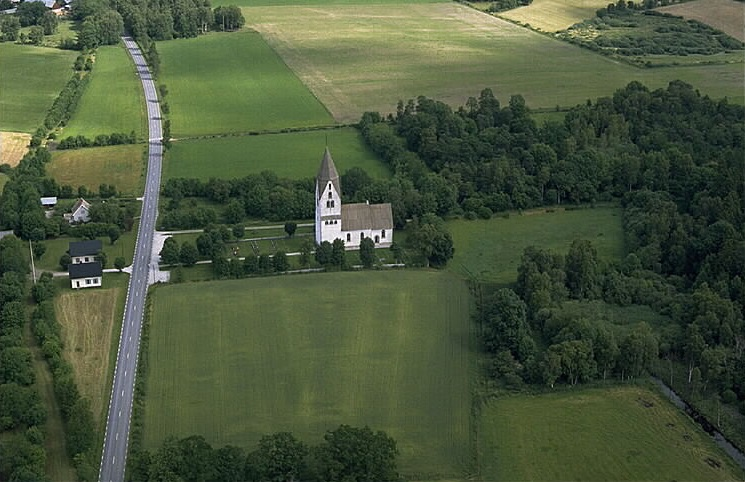
Kirche von Lojsta

Die Kirche liegt im südlichen Landesinnern Gotlands an der Straße 142 von Visby nach Hemse. Sie befindet sich 37 km südlich von Visby, 14 km südöstlich von Klintehamn und 9 km nördlich von Hemse.

## Kirchengebäude
Das Langhaus und der Chor sind in der Mitte des 13. Jahrhunderts gebaut worden, der Turm wurde in der ersten Hälfte des 14. Jahrhunderts errichtet. Das Langhaus ist rechteckig, der gerade abschließende Chor ist etwas schmaler als das Langhaus und der gleich breite Turm. Die Kirche hat weiß verputzte Wände, aber die Kanten bestehen aus fein behauenem, unverputzten Kalkstein. Der Turm hat im Norden und Süden Seitengalerien und mit Säulen versehen Schallöffnungen.

## Innenraum
Die Fenster im Chor haben allesamt noch die Originalglasmalereien aus dem 13. Jahrhundert.
Der Altaraufsatz ist aus dem 14. Jahrhundert, der Taufstein aus dem 12. Jahrhundert.
Das Triumphkreuz ist jüngeren Datums, wurde aber von einem Künstler im Stil des 12. Jahrhunderts gefertigt.
Viele Holzskulpturen aus dem 13.–15. Jahrhundert, die sich in dieser Kirche befunden haben, werden heute im Historischen Museum in Stockholm aufbewahrt.  

## Wandmalereien
Die Kirche hat sehr schöne Wandmalereien, die aus der Zeit vom 13.–16. Jahrhundert stammen.
Auf der Nordwand befindet sich ein gut erhaltenes Fries des Passionsmeisters. Die Ornamente und Bilder sind ein Beispiel der mittelalterlichen Wandmalereien auf Gotland.